# Valentina Rovetta
Valentina Rovetta (Bergamo, 24 luglio 1980) è un'ex ginnasta italiana.

## Biografia
Nata nel 1980 a Bergamo, ha iniziato a praticare la ginnastica ritmica a 8 anni.
A 15 anni ha partecipato ai Giochi olimpici di Atlanta 1996, nel concorso a squadre insieme a Bocchini, Marino, Papi, Pinciroli e Tinti, arrivando 7ª nelle qualificazioni con 38.016 punti (19.283 con i 5 cerchi e 18.733 con le 3 palle e 2 funi), non riuscendo ad accedere alla finale a 6.
Dopo aver chiuso la carriera nel 2000, a 20 anni, è diventata allenatrice, assumendo a fine 2006 il ruolo di assistente allenatrice della nazionale, lasciato poi nell'ottobre 2018.